# Kathy Kreiner
Kathy Kreiner (n. 4 mai 1957, Timmins⁠(d), Ontario, Canada) este o schioară alpină ce a reprezentat Canada, medaliată olimpică. A participat la 3 ediții ale Jocurilor Olimpice (1972, 1976, 1980) în care a câștigat o medalie de aur.